# 川原秀城
川原 秀城（かわはら ひでき、1950年3月15日 - ）は、日本の東洋学者。東京大学名誉教授。専門は中国朝鮮思想史・東アジア科学史。

## 経歴
福岡県生まれ。京都大学理学部数学科に入学し、1972年卒業。同年、京都大学文学部哲学科（中国哲学史専攻）に編入学、1974年卒業。1980年同大学院文学研究科博士課程単位取得退学。京大では湯浅幸孫・薮内清らに学ぶ。
1980年より岐阜大学教育学部（社会科・哲学研究室）助教授。1984年から翌年まで中国科学院自然科学史研究所に勤務、杜石然らに学ぶ。
1992年より東京大学文学部助教授、1995年より教授。山口大学・立正大学・中央大学講師等を兼任。2015年に東京大学を定年退職。

## 著訳書

### 単著
- 『中国の科学思想 両漢天学考』創文社、1996年
- 『毒薬は口に苦し 中国の文人と不老不死』大修館書店、2001年
- 『朝鮮数学史 朱子学的な展開とその終焉』東京大学出版会、2010年
- 『数と易の中国思想史 術数学とは何か』勉誠出版、2018年
- 『朝鮮朱子学 退渓心学と栗谷道学』東京大学出版会、2024年8月

### 編著
- 『朝鮮朝後期の社会と思想』勉誠出版、2015年
- 『西学東漸と東アジア』岩波書店、2015年
- 『中国の音楽文化 三千年の歴史と理論』勉誠出版、2016年
- 『漢学とは何か 漢唐および清中後期の学術世界』勉誠出版、2020年

### 訳書
- 『科学の名著 中国天文学・数学集』薮内清 編訳、橋本敬造 共訳、朝日出版社 1980年
- 杜石然『中国科学技術史』上・下、日原傳・長谷部英一・藤井隆・近藤浩之 共訳、東京大学出版会 1997年
- 銭宝琮『中国数学史』みすず書房、1990年
- 高橋亨『朝鮮儒学論集』金光来 共編訳、知泉書館、2011年

### 他
- 『荻生徂徠全集』第13巻、池田末利 共編、みすず書房、1987年 NDLJP:12223768
- 『関流和算書大成 関算四伝書』一～三期、東アジア数学史研究会 編、勉誠出版、2008～2011年

## 関連文献
- 「川原秀城教授の略歴と研究業績目録」『中国哲学研究』第28号、東京大学中国思想文化学研究室、2015年。
- 王雯璐「理文兼修的东亚学——日本学者川原秀城访谈录」『国际汉学』2017(4)、2017年。doi:10.19326/j.cnki.2095-9257.2017.04.003。（インタビュー）